# 寿福産業
株式会社寿福産業（かぶしきがいしゃじゅふくさんぎょう、英称：JUFUKU SANGYO Co., Ltd.）は、鹿児島県を中心に南九州で展開している外食産業企業である。（2009年1月現在、鹿児島県外では熊本県に二店舗進出）
設立当時はうどん、蕎麦を中心にしたレストランふく福を展開。その後、黒豚を使った料理のファミリーレストラン寿庵、ラーメン専門店さつま十八番なども手掛けている。

## 企業理念
人の和を大切に、未来ある鹿児島の食文化に貢献する

## 出店店舗
- ふく福
- 寿庵
- かつ寿
- めっけもん
- 十八番
- 農園レストラン だいだい
- だんらん

### アミュプラザ鹿児島内店舗
- ふく福
- めっけもん
- かつ寿

## 関連企業
- 有限会社 ジェイ・エフフーズ 【薩摩味物語 （黒豚しゃぶしゃぶ、黒豚まん、黒豚うどん等の通販サイト）】